# Камень (Опольський повіт)
Камень (пол. Kamień) — село в Польщі, у гміні Лазіська Опольського повіту Люблінського воєводства.
Населення — 420 осіб (2011).
У 1975-1998 роках село належало до Люблінського воєводства.

## Демографія
Демографічна структура станом на 31 березня 2011 року:
|          | Загалом | Допрацездатний вік | Працездатний вік | Постпрацездатний вік |
| -------- | ------- | ------------------ | ---------------- | -------------------- |
| Чоловіки | 195     | 31                 | 140              | 24                   |
| Жінки    | 225     | 35                 | 132              | 58                   |
| Разом    | 420     | 66                 | 272              | 82                   |